# Studentinnen-Report
Der Studentinnen-Report ist ein deutscher Erotikfilm von 1979. Er wurde am 20. April 1979 in Wilhelmshaven uraufgeführt. Er kann den Report-Filmen zugerechnet werden. Der Film ist auch unter dem Alternativtitel Fünf Girls heiß wie Lava bekannt.

## Handlung
Die Kunststudentinnen Nancy, Peggy und Liz verbringen in Griechenland mehr Zeit mit Sex-Spielen als mit dem Kunststudium. Der Vater eines der Mädchen schickt deshalb Privatdetektiv Fred Nichols hinterher, der dem liederlichen Treiben bald auf die Spur kommt.
Es gelingt den Studentinnen jedoch, Nichols zu verführen, während Dienstmädchen Melina kompromittierende Fotos von ihm knipst. Nichols wird von den griechischen Freunden der Mädchen sogar entführt, aber von Nancy, die in ihn verliebt ist, wieder befreit. Als Nancys Mutter auftaucht, wird sie ruhiggestellt, indem sie mit dem Griechen Sorbas verkuppelt wird.

## Hintergrund
In den 1990er Jahren war dieser Film, wie viele andere aus dem Genre auch, im deutschen Privatfernsehen zu sehen. 
Der Film erschien 1982 auf Video auf dem Label Juwel Video in einer Soft- (Studentinnen-Report) und einer Hardcorefassung (Hellas Affair). Später wurde der Film mit neuer Musik und neuer Synchronisation versehen und erschien in dieser Version bei Ribu nur als Hardcorefassung unter dem Titel 5 Girls heiß wie Lava auf VHS und DVD.

## Kritiken
Das Lexikon des internationalen Films nannte das Werk einen „Pseudo-Report über das Sexualleben von Studentinnen“.